# 西田明華
西田 明華（にしだ めいか、1997年11月16日 - ）は、大阪府出身の女子サッカー選手。ポジションはミッドフィールダー。

## 来歴
2014年2月に、U-17女子ワールドカップに臨むU-17日本代表に選出された。大会では3試合に出場し、スペインとの決勝戦では前半5分に先制点を決め、日本の優勝に貢献した。
2016年10月に、U-20女子ワールドカップに臨むU-20日本代表に選出された。大会では3試合に出場し、日本は3位だった。

## 代表歴
- U-17日本代表
  - 2014 FIFA U-17女子ワールドカップ; 優勝（3試合1得点）
- U-20日本代表
  - 2016 FIFA U-20女子ワールドカップ; 3位（3試合出場）